# Юдиново
Юдиново — село в Погарском районе Брянской области, расположенное на правом берегу реки Судость при слиянии рек Судости и Бойни. Является административным центром Юдиновского сельского поселения.

## История
В селе Юдиново была Покровская церковь (в 1782 году священник Василий Павлович Кочановский, в 1831 году — Трофим Титович Троцкий). С 1861 года — волостной центр Юдиновской волости Стародубского уезда.
В селе родился Герой Советского Союза Алексей Халецкий (1926—1997).
В 1982 году находящийся в селе колхоз «Победа» стал победителем Всесоюзного соцсоревнования и отмечен рядом почётных знаков всесоюзного уровня. Его председатель, М. С. Баранок, стал депутатом Верховного совета РСФСР и был удостоен звания Герой Социалистического Труда.

## Село сегодня
Облик села Юдиново существенно изменился, изменились и наименования его улиц: «Первомайская», «Судость», «Набережная», «Цветная», «Полевая», «Новая», «Рябиновая», «Бойня», «Заболотная». Выросло количество новых жилых домов до 380. А вот население сократилось до 850 человек. За годы перестройки практически исчез колхоз «Победа».
Однако, на фоне разорения сельскохозяйственного предприятия, упрочилась и развилась местная участковая больница, став в один ряд с ведущими медицинскими учреждениями Брянской области. Она превратилась в комплекс из поликлиники, стационара, профилактория, лаборатории. Сюда стремятся попасть на лечение жители не только Погарского, но и других районов области. Руководит больницей заслуженный врач Российской Федерации Курбанали Казамбиевич Ибрагимов.
Юдиново стало ведущим центром сельской культуры. Сложился музейный комплекс: «Краеведческий музей», "Музей-заповедник «Палеолит», «Художественная галерея». Возникли «Народный театр» и «театр при музее»; Дом культуры, библиотека с читальным залом. На хорошем счету местная средняя школа. Великолепно развивается Юдиновская сельская потребкооперация.
Село привлекает своим географическим расположением — здесь сложилась прекрасная природная зона, располагающая к отдыху и оздоровлению: исключительно чистая река Судость с естественными пляжами и купальнями. Есть искусственные пруды. В поймах рек — заливные луга, а рядом хвойный лес, берёзовые и дубовые рощи. В летний период здесь появляются палатки «диких туристов».

## Историко-археологический заповедник «Юдиново»
На территории села Юдиново в ходе длительных планомерных археологических исследований выявлено большое количество разновременных памятников — стоянок, поселений, могильников, включённых в состав историко-археологического заповедника наряду с памятниками деревенского зодчества (ветряная мельница, жилые дома) и мемориальными объектами (местный краеведческий музей, дом, в котором жил и работал белорусский советский археолог К. М. Поликарпович, братская могила и т. д.).
Жемчужиной Юдиново по праву считается палеолитическая стоянка Ю́диново I (одна из трёх на территории села, изученная наиболее подробно) мадленского времени. В процессе раскопок, производившихся К. М. Поликарповичем, В. Д. Будько, З. А. Абрамовой и Г. В. Григорьевой и продолжающимися по настоящее время, открыта жилая площадка поселения с хозяйственными ямами и остатками четырёх округлых жилищ-яранг из костей мамонта, построенных древними людьми около 15 тыс. лет назад.
Два жилища музеефицированы силами археологов и колхоза «Победа» — накрыты павильоном и доступны для обозрения посетителей. Среди находок на стоянке — кремнёвые и костяные орудия, украшения и произведения искусства из бивня мамонта и морских раковин, многочисленные остатки животных.
Известны палеоантропологические находки: дистальный конец плечевой кости человека, три молочных зуба, принадлежавших трём разным индивидам тимоновско-юдиновской верхнепалеолитической культуры (15—12 тыс. лет назад) — нижний латеральный резец, верхний второй моляр и нижний второй моляр.
Кроме того, в районе Юдиново известны ещё несколько стоянок палеолита (исследовались В. Д. Будько и В. Я. Сергиным), могильник бронзового века, поселения эпох мезолита, неолита, бронзы, раннего, развитого и позднего средневековья (XI—XIII века).